# インドの鉄道駅一覧
インドの鉄道駅一覧は、インドの鉄道駅の一覧である。

## あ行
- アクシャルダム駅（デリー・メトロ　ブルーライン）
- アーグラー・カント駅（インド国有鉄道）
- アージャン・ガル駅（デリー・メトロ　イエローライン）
- アショク・パーク・メイン駅（デリー・メトロ　グリーンライン）
- アダッシュ・ナガー駅（デリー・メトロ　イエローライン）
- アザドプル駅（デリー・メトロ　イエローライン）
- アナンド・ビハール駅（デリー・メトロ　ブルーライン）
- インダーロック駅（デリー・メトロ　レッドライン、グリーンライン）
- インドラプラスタ駅（デリー・メトロ　ブルーライン）
- ヴィドゥハム・サブハ駅（デリー・メトロ　イエローライン）
- ウェルカム駅（デリー・メトロ　レッドライン）
- ウタム・ナガー西駅（デリー・メトロ　ブルーライン）
- ウタム・ナガー東駅（デリー・メトロ　ブルーライン）

## か行
- カシミア・ゲート駅（デリー・メトロ　レッドライン、イエローライン）
- カルカードゥマ駅（デリー・メトロ　ブルーライン）
- ギトルニー駅（デリー・メトロ　イエローライン）
- カンヒヤ・ナガー駅（デリー・メトロ　レッドライン）
- グル・ドロチャルヤ駅（デリー・メトロ　イエローライン）
- ケシャヴ・プラム駅（デリー・メトロ　レッドライン）
- コハット・エンクレーブ駅（デリー・メトロ　レッドライン）

## さ行
- シェディプー駅（デリー・メトロ　ブルーライン）
- シカンダルプァー駅（デリー・メトロ　イエローライン）
- シビル・ラインズ駅（デリー・メトロ　イエローライン）
- シャーストリー公園駅（デリー・メトロ　レッドライン）
- シャストリー・ナガー駅（デリー・メトロ　レッドライン）
- シャーダラ駅（デリー・メトロ　レッドライン）
- ジャナクプリ東駅（デリー・メトロ　ブルーライン）
- ジャハニプリ駅（デリー・メトロ　イエローライン）
- ジャンデウェレーン駅（デリー・メトロ　ブルーライン）
- 植物園駅（デリー・メトロ　ブルーライン）
- ジルミル駅（デリー・メトロ　レッドライン）
- シーランプー駅（デリー・メトロ　レッドライン）
- スルターンプル駅（デリー・メトロ　イエローライン）

## た行
- タゴール公園駅（デリー・メトロ　ブルーライン）
- チェンナイ中央駅（インド国有鉄道）
- チャトラパティ・シヴァージー・ターミナス駅（インド国有鉄道）
- チャンドニー・チョーク駅（デリー・メトロ　イエローライン）
- 中央事務局駅（デリー・メトロ　イエローライン）
- ティス・ハーザリー駅（デリー・メトロ　レッドライン）
- ティラック・ナガー駅（デリー・メトロ　ブルーライン）
- ディルシャート公園駅（デリー・メトロ　レッドライン）
- ドワールカ駅（デリー・メトロ　ブルーライン）
- ドワールカ・セクター9駅（デリー・メトロ　ブルーライン）
- ドワールカ・セクター10駅（デリー・メトロ　ブルーライン）
- ドワールカ・セクター11駅（デリー・メトロ　ブルーライン）
- ドワールカ・セクター12駅（デリー・メトロ　ブルーライン）
- ドワールカ・セクター13駅（デリー・メトロ　ブルーライン）
- ドワールカ・セクター14駅（デリー・メトロ　ブルーライン）
- ドワールカ・モー駅（デリー・メトロ　ブルーライン）

## な行
- ナイルマン・ビハール駅（デリー・メトロ　ブルーライン）
- ナワダ駅（デリー・メトロ　ブルーライン）
- ニュー・アッショク・ナガー駅（デリー・メトロ　ブルーライン）
- ニューデリー駅（インド国有鉄道）
- ネタージ・サブハッシュ・プレイス駅（デリー・メトロ　レッドライン）
- ノイダ・ゴルフ・コース駅（デリー・メトロ　ブルーライン）
- ノイダ・シティー・センター駅（デリー・メトロ　ブルーライン）
- ノイダ・セクター15駅（デリー・メトロ　ブルーライン）
- ノイダ・セクター16駅（デリー・メトロ　ブルーライン）
- ノイダ・セクター18駅（デリー・メトロ　ブルーライン）

## は行
- パテル・ナガー駅（デリー・メトロ　ブルーライン）
- バラカンバ・ロード駅（デリー・メトロ　ブルーライン）
- ピタム・プラ駅（デリー・メトロ　レッドライン）
- プラガティ・マイダン駅（デリー・メトロ　ブルーライン）
- プラタップ・ナガー駅（デリー・メトロ　レッドライン）
- プリート・ビハール駅（デリー・メトロ　ブルーライン）
- プル・バンガシュ駅（デリー・メトロ　レッドライン）

## ま行
- マユール・ビハール1駅（デリー・メトロ　ブルーライン）
- マユール・ビハール・エクステンション駅（デリー・メトロ　ブルーライン）
- マンサロヴァー公園駅（デリー・メトロ　レッドライン）
- マンディ・ハウス駅（デリー・メトロ　ブルーライン）
- モティ・ナガー駅（デリー・メトロ　ブルーライン）
- モデル・タウン駅（デリー・メトロ　イエローライン）

## ら行
- ラジェンドラ・プレイス駅（デリー・メトロ　ブルーライン）
- ラーマクリシュナ・アシュラム・マーグ駅（デリー・メトロ　ブルーライン）
- ラメシュ・ナガー駅（デリー・メトロ　ブルーライン）
- リターラ駅（デリー・メトロ　レッドライン）
- ローヒニー西駅（デリー・メトロ　レッドライン）
- ローヒニー東駅（デリー・メトロ　レッドライン）

## A行
- AIIMS駅（デリー・メトロ　イエローライン）

## G行
- GTB・ナガー駅（デリー・メトロ　イエローライン）